# Kai Winding
Kai Winding (Aarhus, Dinamarca, 18 de maig de 1922 - Nova York, EUA, 6 de maig de 1983) fou un trompeta i compositor estatunidenc nascut a Dinamarca.
El 1934 la seva família s'instal·là a Nova York, on inicià els estudis de música i aprengué a tocar l'acordió, malgrat que després adoptà el trombó. Professionalment debutà amb aquest instrument (influït pels trombons Trummy Young i Jack Teagarden) en els inicis dels anys quaranta, amb les orquestres de Shorty Allen, Sonny Dunham i Alvino Rey. Entre 1942 i 1945, quan realitzava el servei militar, tocà en un conjunt dirigit pel també trombonista Bill Schallen. A partir de llavors passà uns anys tocant en diverses formacions orquestrals, com les de Benny Goodman, Stan Kenton i Charlie Ventura.
Després de fundar un grup amb Buddy Stewart (1948) treballà de solista freelance i com músic d'estudi, labor que continua realitzant fins a mitjan anys seixanta. Instal·lat a Espanya, decidí dedicar-se exclusivament a la composició. El 1945 creà un quintet amb J.J. Johnson, amb el que l'any 1982 realitzaria una gira pel Japó. El 1969, després d'actuar amb l'orquestra World's Greatest Jazz Band, i posteriorment en la de Merv Grifin Show, realitzà noves gires amb els Giants of Jazz (1971-1972, es presentà en nombrosos festivals europeus i organitzà el duo The Giant Bones amb el trombó Curtis Fuller (1979).
Entre la seva discografia cal citar:
- Artistry in percussion (amb S. Kenton, 1946);
- Sweet and lovely (amb The Giants of Jazz, 1972);
- Giant Bones at nice (1980).